# Державна комісія з литовської мови
Державна комісія з литовської мови (лит. Valstybinė lietuvių kalbos komisija) є офіційним керівним органом, що регулює стан литовської мови. Усього в комісії 17 експертів: філологи, лінгвісти, фахівці з дослідницьких інститутів.
Комісія є експертною державною установою, що діє під егідою Сейму Литовської Республіки. Мандат Комісії включає не лише регулювання та стандартизацію, а й нагляд за статусом офіційної мови. Щодня комісія отримує близько двох тисяч звернень щодо мовних питань. До компетенції Комісії належить також управління «Банком термінів» — спеціальним переліком слів, які можна використовувати в усіх законодавчих актах і документах. Комісія ухвалює рішення і щодо нових литовських слів на позначення нових явищ.
Укази Мовної комісії визначено законодавством як обов'язкові для всіх компаній, агентств, установ та ЗМІ Литви.

## Структура
Законодавство Литви визначає склад комісії в 17 осіб. Очолює Комісію Голова, якому безпосередньо підкоряється секретаріат (юридичний відділ, фінансовий відділ, загальний відділ, програмний відділ та відділ із заміщення іншомовних слів литовськими еквівалентами). Крім того, члени комісії можуть утворювати підкомісії та робочі групи.

## Історія
Мовна комісія була заснована 1961 року як неурядова організація під егідою Литовської академії наук. Кілька разів Комісія була змушена призупиняти свою діяльність як таку, що суперечить радянській ідеології за часів окупації Литви СРСР.
Як державна установа, Комісія була створена в 1990 році під егідою Президії Верховної Ради Литовської РСР. Мандат Комісії включав не лише регулювання та стандартизацію мови, а й утвердження офіційного статусу литовської мови в публічній сфері. 1995 року було прийнято Закон про державну мову, який зобов'язував Комісію вирішувати питання кодифікації литовської мови, використання стандартів та імплементації Закону про державну мову. Цей закон зробив укази Комісії з мовних питань обов'язковими. Протягом 1995-2001 рр. до складу Мовної комісії входила також Мовна інспекція. З 2001 року Комісія та Інспекція діють як окремі підрозділи.

## Критика
Серед громадян Литви існують як схвальні, так і критичні погляди на діяльність Комісії. Зокрема, критика стосується надмірного мовного пуризму (заміна загальновживаних запозичень литовськими аналогами), написання польських імен та прізвищ, уживання двомовних литовсько-польських написів у місцях компактного проживання польської меншини тощо. 
Муніципальна компанія «Вільнюський громадський транспорт» (лит. Vilniaus Viešasis Transportas) звернулась до Мовної комісії щодо можливості встановлення двомовних (литовсько-англійських) інформаційних знаків у громадському транспорті для полегшення користування громадським транспортом для іноземців. У відповіді Комісія вказала, що «ключовими елементами будь-якого маршруту автобусу є назви місцеположень, які не є перекладними, тому встановлювати знаки англійською мовою немає сенсу». 
Діяльність Комісії зазнала також критики за надмірний консерватизм і підтримку мови ворожнечі. Так, 25 серпня 2015 року Литовська національна організація з прав ЛГБТ «LGL» звернулась до Комісії з проханням уточнити значення терміна «pederast», який зазвичай використовується для образ членів ЛГБТ-спільноти, та представити литовський еквівалент англійському терміну «queer». Консультанти Комісії у відповіді вказали, що слово «педераст» не є образливим, і порекомендували шукати значення слова «queer» в англійських словниках.
Комісія могла накладати штрафи за відхилення від мовних стандартів, але 31 січня 2019 року Комісія скасувала «Список найбільших мовних помилок», який служив підставою для фінансових санкцій за викривлення мови. Разом з тим, фінансові санкції за невживання литовської мови в публічному просторі, що їх накладає Мовна інспекція, існують і далі.